# Morris Fisher
Morris Fisher (Youngstown (Ohio), 4 mei 1882 - Honolulu, 23 mei 1968) was een Amerikaans schutter.

## Carrière
Fisher won tijdens de Olympische Zomerspelen van 1920 twee medailles met het team en individueel op het onderdeel militair geweer 300m 3 houdingen team mannen. Vier jaar later won hij tweemaal goud.
Fisher  werd vijfmaal wereldkampioen individueel.

## Resultaten

### Olympische Zomerspelen
| Jaar | Plaats    | Resultaten |
| ---- | --------- | --- |
| 1920 | Antwerpen | Militair geweer 300m, drie houdingen · Militair geweer 300m, drie houdingen team · Militair geweer 300m, liggend team |
| 1924 | Parijs    | Vrij geweer 600m · Militair geweer 300m, drie houdingen                                                               |

### Wereldkampioenschappen
| Jaar | Plaats     | Resultaten |
| ---- | ---------- | --- |
| 1921 | Lyon       | Militair geweer 300m, liggend |
| 1923 | Camp Perry | Militair geweer 300m, 3 posities · Militair geweer 300m, knielend · Militair geweer 300m, liggend · Militair geweer 300m, staand |
| 1924 | Reims      | Militair geweer 300m, 3 posities · Militair geweer 300m, knielend · Militair geweer 300m, liggend                                |